# استرادبروک
استرادبروک (به انگلیسی: Stradbroke) یک روستا و محله مدنی در بریتانیا است که در Mid Suffolk واقع شده‌است. استرادبروک ۱٬۴۰۸ نفر جمعیت دارد.